# Tito Pomponio Attico
Tito Pomponio Attico (110 a.C. – Roma, 31 marzo 32 a.C.) è stato uno scrittore, banchiere, cavaliere e promotore culturale romano, confidente e consigliere di personaggi illustri del suo tempo.

## Biografia
La maggior parte delle notizie su Tito Pomponio Attico sono state ricavate dalla Vita di Attico di Cornelio Nepote e dalle Lettere ad Attico di Cicerone (quest'ultime ritrovate da Petrarca).

### Formazione
Nato da «stirpe romana di antichissima origine, conservò per tutta la vita la dignità equestre, retaggio degli antenati»..

Fin da ragazzo, Pomponio si distinse negli studi di filosofia e retorica, tanto da affascinare e legare a sé condiscepoli del rango di Lucio Manlio Torquato, Gaio Mario il Giovane (il figlio del famoso Gaio Mario leader della fazione dei Populares), Marco Tullio Cicerone. Presso il “Giardino” seguì le lezioni del filosofo Fedro (epicureo), il cui pensiero avrebbe profondamente orientato il suo carattere e le sue scelte di vita. Attico, sempre attivo nella scuola epicurea, secondo Marco Valerio Probo avrebbe fatto conoscere Lucrezio a Cicerone, e qualcuno ha anche ipotizzato che potesse essere lui il vero autore del De rerum natura, poema attribuito a Lucrezio, poeta della cui vita non si conosce quasi nulla.

### Il soggiorno ad Atene
Rimasto privo della figura paterna, si trasferì nell’autunno dell’86 a.C. ad Atene, dove avrebbe vissuto per circa un ventennio (questo gli procurò il soprannome di “Attico”). Il suo allontanamento da Roma fu dettato dalla volontà di approfondire i suoi studi e, soprattutto, dalla necessità di evitare di essere coinvolto nei tumultuosi fatti della guerra civile scoppiata nell’88 a.C., data la sua compromettente parentela con il tribuno della plebe Publio Sulpicio Rufo. Questo non gli impedì però di aiutare Mario il giovane, che era stato dichiarato nemico pubblico, elargendo denaro durante il suo esilio.
Trasferite le sue sostanze ad Atene affinché non subissero danni, Tito Pomponio si guadagnò presto la stima e l’affetto dei cittadini ateniesi grazie a distribuzioni gratuite di frumento e in virtù dei prestiti con cui sostenne le finanze pubbliche.  
Si mostrò sempre pronto ad elargire un nuovo prestito, nel caso in cui si fossero trovati nuovamente indebitati e non pretese mai da loro interessi ingiusti. Grazie a questo suo modo di fare gli fu più volte offerta la cittadinanza, ma lui declinò questo beneficio poiché altrimenti avrebbe perso la cittadinanza romana, qualora ne avesse acquisita un'altra.
La sua cultura e il suo prestigio affascinarono Silla, che, espugnata Atene il primo marzo dell’86 a.C., desiderava condurlo con sé a Roma. Cornelio Nepote riferisce che Pomponio persuase Silla a rinunciare al suo proposito grazie alla brillante eloquenza con la quale manifestò la propria saggia volontà: “Ti prego, non portarmi contro coloro dai quali mi sono allontanato, lasciando l’Italia per non essere loro compagno contro di te”. 
L’amicizia con Cicerone, nata tra i banchi di scuola, si rinsaldò quando questi, nel 79 a.C., trascorse sei mesi ad Atene; il fittissimo scambio di lettere degli anni successivi testimonia proprio il loro legame duraturo, tanto da sostenere che nell'amicizia vale più l'affinità di carattere che la parentela. Infatti, fu proprio M.Cicerone ad assecondare il matrimonio tra suo fratello Q.Tullio e la sorella di Attico. Inoltre era grande amico di Q. Ortensio, uno dei massimi esperti di eloquenza. Il soggiorno ateniese fu intervallato, comunque, da brevi viaggi in patria finalizzati a sostenere i suoi amici in occasione delle elezioni, il che gli consentì di conoscere gli avvenimenti politici senza tuttavia essere coinvolto nelle lotte di parte.

### Il ritorno a Roma
A partire dal novembre del 68 a.C. incomincia uno scambio epistolare tra Cicerone ed Attico. La personalità di Tito Pomponio emerge per contrasto rispetto a quella del grande oratore, che scrive: «Per me una certa voglia di brigare ha fatto da guida nella scalata ansiosa alle cariche pubbliche, invece a te un orientamento spirituale tutto diverso, che non è affatto da biasimarsi, ha aperto la strada verso il ritiro tranquillo e onorato nella vita privata». Dalle parole di Cicerone si evince che le strade intraprese dai due sodali furono diversissime: se, infatti, l'Arpinate aveva iniziato la scalata al cursus honorum scegliendo di dedicare la propria vita all'impegno civico, Attico, scegliendo l’onestum otium, si tenne lontano dall'attività politica rifugiandosi nel privato.
Anche in campo politico i due furono quasi agli antipodi: infatti Cicerone, in apertura del De re publica, mostrandosi preoccupato per la capillare diffusione dell’epicureismo anche negli ambienti nobiliari, si scaglia contro quella parte del ceto dirigente che preferisce la quiete privata all'impegno politico; risparmia però da tale biasimo Attico, riconoscendogli virtù, come la liberalità, che tradizionalmente appartengono al governante, ma che trovano nel suo modello di vita una nuova prospettiva sociale. Tuttavia Cicerone pare consapevole del fatto che approvare l’altra scelta significa accettare il principio della delega: l'ampia diffusione di tale principio, secondo il quale coloro che si dedicano all’otium affidano ad altri il compito di prendere le decisioni politiche, rappresenta una tendenza che, difatti, costituirà il presupposto vincente per la creazione del principato.
Le lettere di Cicerone ad Attico, raccolte in sedici volumi, contengono dunque «una storia sistematica di quel periodo» e palesano forte preoccupazione e scarsa fiducia per la salus rei publicae. Mediante tale corrispondenza, Attico ebbe la possibilità di conoscere le contrastanti vicende politiche senza entrarvi direttamente, rivelandosi lucido osservatore, amico fidato e prezioso consigliere, in grado di offrire sostegno e consolazione.<brQuando nel 65 a.C. Attico fece il suo ritorno definitivo a Roma, restò infatti fedele all'idea di tenersi alla larga dalle contese politiche, nonostante fosse sempre orientato verso la parte degli Ottimati. Non aspirò mai a cariche pubbliche, nonostante gli fossero aperte per il suo prestigio personale e per il suo rango sociale, ritenendo che non fosse possibile esercitarle secondo il costume degli antenati, essendo corrotta la condotta morale dei cittadini, dal momento che la res publica viveva un momento di profonda crisi politica e di valori. Decise di non presentarsi mai ad un'asta pubblica e di non partecipare mai a nessuna gara d’appalto né come garante né come assegnatario. Non fu mai portato in tribunale né lui accusò mai nessuno e non fu mai giudicato per i suoi affari privati. 
Conservò il proprio atteggiamento di neutralità anche durante la guerra civile romana di Cesare (49-45 a.C.), che difatti non importunò Attico, sebbene questi avesse fatto elargizioni di denaro ai suoi amici in partenza per raggiungere Pompeo: inoltre, dopo l'uccisione di Cesare (Idi di marzo del 44 a.C.) fu in rapporti amichevoli con Bruto, ma rifiutò la sua proposta di alleanza politica, pur mettendo a sua disposizione le proprie sostanze, ancora una volta giudicando che «si dovessero rendere favori agli amici prescindendo dal loro schieramento politico». Una delle massime di Epicuro, del resto, suo principale riferimento filosofico, considera l’amicizia non come un mezzo, ma quale il fine stesso della felicità: «Tra i beni che la saggezza si procura per raggiungere la felicità, nell'intero corso della vita, l’acquisto dell’amicizia è di gran lunga il più grande».
Aiutò in seguito i familiari di Marco Antonio quando questi, dopo la guerra di Modena del 43 a.C., si era allontanato dall'Italia dopo essere stato dichiarato nemico pubblico.: anzi Antonio, divenuto triumviro nell'ottobre dello stesso anno, ricambiò Attico, prima non inserendolo nelle liste di proscrizione nonostante le sue amicizie con Bruto e Cicerone, e poi combinando il matrimonio della figlia di Attico, Pomponia Cecilia Attica, con un intimo amico di Ottaviano, Marco Vipsanio Agrippa. Ottaviano stesso tenne in grande considerazione Attico, che frequentò e consultò con assiduità, anche attraverso una corrispondenza epistolare: inoltre destinò in sposa al suo figliastro Tiberio una nipote di Attico, la figlia di Agrippa, Vipsania Agrippina, anche se il futuro imperatore l'avrebbe, poi, dovuta ripudiare per ragione di Stato. Attico fu in grado mantenere i contatti e la benevolenza di Ottaviano e Antonio.
Nessuno mai lo accusò di avere fini opportunistici per il suo modo di operare poiché le circostanze dimostrano che era dotato di animo generoso aiutando sempre i bisognosi; e se in qualche occasione ricevette un qualche torto, preferì dimenticarlo piuttosto che vendicarlo.
Attico godette costantemente di buona salute, ma all'età di settantasette anni contrasse una violenta malattia intestinale che lo condusse in breve tempo alla morte: si astenne dal cibo per evitare di «offrire nutrimento alla malattia» e, dopo quattro giorni dacché aveva preso quella decisione, morì. Come da lui predisposto, il suo funerale fu all'insegna della sobrietà, senza alcuna pompa funebre, accompagnato da un’immensa folla popolare.

## L'attività imprenditoriale
Negli anni le ricchezze di Attico si erano accresciute notevolmente, tanto che aveva acquistato nel 68 a.C. una vasta tenuta in Epiro (nella regione di Butrinto, allora Buthrotum) che fruttò utili provenienti dalla vendita di prodotti agricoli e di bestiame, oltre ad aver ereditato un ricco patrimonio da uno zio materno, Quinto Cecilio, comprendente dieci milioni di sesterzi e la domus Tanfiliana sul colle Quirinale, immersa in un bellissimo bosco. Si circondò di schiavi eruditissimi, lettori ottimi e moltissimi copisti e tutti i suoi accompagnatori erano esperti di entrambe le arti.
Ulteriori cospicui proventi gli derivavano dalla concessione di prestiti bancari e da scuole di addestramento dei gladiatori.[26]. Pur avendo accumulato tanto denaro, non cambiò d'altronde la sua condotta di vita. 
Questi capitali, sfruttati in modo oculato, furono investiti, inoltre, nell'industria culturale allora in pieno boom, con «eccellenti lettori e numerosi copisti» e con banchetti che, data la sua levatura economica e culturale, assumevano carattere di veri eventi di cultura, tanto che la villa Tanfiliana divenne un operoso centro di cultura, dove gli ospiti potevano usufruire di una ricca biblioteca.
Anzi, lo stesso Attico fu scrittore prolifico, anche se della sua produzione non ci è pervenuto nulla. Fu, infatti, cultore della storia antica, con il Liber Annalis, dove registrò il succedersi di magistrature, leggi, paci, guerre e vicende importanti. Scrisse, poi, ispirandosi a Varrone, le Imagines, schede pinacografiche di uomini insigni accompagnate da un epigramma. Scrisse inoltre, su commissione, genealogie di prestigiose famiglie romane, e un libro in greco sul consolato di Cicerone.
Impregnato della dottrina epicurea, Attico conservò anche in ambito editoriale un atteggiamento riservato quando rimaneggiò la corrispondenza con Cicerone prima che fosse pubblicata: solo undici brevi lettere si collocano tra il 68 e il 65 a.C.; nessuna epistola risale agli anni che vanno dal 64 al 62 a.C.; la corrispondenza si intensifica a partire dal 61 a.C.; significativo è il fatto che Attico decida di non pubblicare le lettere scritte di suo pugno.